# 2016 год в истории железнодорожного транспорта
2016 год в истории железнодорожного транспорта

## События

### В России

#### Сентябрь
- 10 сентября — состоялся запуск пассажирского движения по Московскому центральному кольцу в Москве.  В торжественной церемонии запуска движения Московского центрального кольца, которое состоялось на платформе  Лужники в 15:00 по МСК, приняли участие Президент Российской Федерации Владимир Путин, Мэр Москвы Сергей Собянин, министр транспорта Российской Федерации Максим Соколов, заместитель мэра Москвы по вопросам транспорта Максим Ликсутов, президент РЖД Олег Белозёров и многие другие.[1]

### В мире

#### Февраль
- 9 февраля — в результате столкновения поездов в Бад-Айблинге (Германия) погибли по меньшей мере 9 человек, ещё 150 получили ранения[2].

#### Март
- 26 марта — в Японии открылся участок от Син-Аомори до Син-Хакодате-Хокуто новой синкансэн-линии высокоскоростных железных дорог.[3]

#### Июнь
- 1 июня — в Швейцарии официально открылся самый длинный железнодорожный тоннель в мире.[4]
- 6 июня — в Бельгии три человека погибли и девять пострадали в результате столкновения пассажирского и товарного поездов.[5]

#### Июль
- 12 июля — жертвами столкновения поездов в Андрии (Италия) стали 27 человек[6].

## Новый подвижной состав
- Тепловозы:
  - ТЭМ28
- Электропоезда постоянного тока:
  - ЭС2ГП
- Электропоезда переменного тока:
  - ЭП3Д
- Электропоезда метрополитена:
  - 81-722.1/723.1/724.1 «Юбилейный»
  - 81-556.1/557.1/558.1 «НеВа»
  - 81-717.2К/714.2К (модернизация)
  - 81-714.6Д (вагон-дефектоскоп)
- Контактно-аккумуляторные электровозы метрополитена:
  - 81-581.5